# Jan Vanderheyden
Jan Vanderheyden né le 10 octobre 1890 à Anvers et décédé le 27 mars 1961 à Anvers est un scénariste, réalisateur et producteur cinématographique belge. Il sera actif selon IMDb dans quelque 15 films entre 1934 et 1942.
Sa notoriété repose principalement sur son premier film, le mélodrame Filasse (De Witte, 1934), l’adaptation d’un roman picaresque d’Ernest Claes, une histoire que l’on peut rapprocher de celle de Poil de carotte. Par faute de moyens techniques, il a été tourné en partie à Berlin.
Selon Frédéric Sojcher, les films de Jan Vanderheyden eurent un grand succès auprès du public populaire flamand mais n'ont pas été appréciés par les critiques de l'époque, ni par les francophones.

## Filmographie sélective
- Filasse (De Witte) (1934) d’après Ernest Claes
- Alleen voor u (1935)
- Uilenspiegel leeft nog (1935)
- De wonderdoktoor (1936)
- Havenmuziek (1937)
- Drie flinke kerels (1938)
- Een engel van een man (1939)
- Met de helm geboren (1939)
- Janssens tegen Peeters (1940)
- Wit is troef (1940)
- Janssens en Peeters dikke vrienden (1940)
- Veel geluk Monica (1941)
- Antoon de Flierefluiter (1942)